# The Crucifier
The Crucifier ist eine griechische Thrash-Metal-Band aus Athen, die 1995 gegründet wurde.

## Geschichte
Die Band wurde im Februar 1995 von dem Sänger Hlias „Thanatoid“ Kyriazis und dem Bassisten Giorgos Kyriazis gegründet. Nach den ersten drei Demos Infernal Pain (1995), Totally Madness (1996) und Fear Is Your Mind (1998) und der EP Innocent World (2001) folgte 2002 das Debütalbum Merciless Conviction. 2004 erschien die EP Escape or Die. Von 2003 bis 2005 änderte sich die Besetzung mehrfach, woraufhin Kyriazis einzig verbliebenes Originalmitglied war. 2003 spielte die Band zusammen mit Paul Di’Anno sowie 2004 in Athen und 2006 in Larisa mit Tankard. Nach weiteren Besetzungswechseln schloss sich 2006 unter dem Namen Cursed Cross das zweite Album an. Nachdem sich die Besetzung erneut verändert hatte, nahm die Gruppe von 2007 bis 2010 an insgesamt vier Split-Veröffentlichungen teil. Auch war sie auf dem Sampler Thrash Metal Blitzkrieg Vol. 3 enthalten. 2017 folgte über Punishment 18 Records das nächste Album Voices in My Head.

## Stil
Hermer Arroyo von metalcrypt.com ordnete Cursed Cross dem Thrash Metal zu und bezeichnete die Musik aufgrund der Quantität und Qualität der Riffs und Soli als eine Mischung aus frühen Kreator sowie Sodom. Die Musik des Albums sei kraftvoll und chaotisch. Craig Rider von metal-temple.com stellte auf Voices in My Head weit entwickelten und aggressiven Thrash Metal fest. Manche Rhythmen würden ihn an Municipal Waste erinnern. Die E-Gitarren konzentrierten sich vor allem auf die Melodieführungen und die Grooves. Im Verlauf des Albums orientiere sich die Gruppe teils am Thrash Metal der 1980er Jahre und arbeite auch Einflüsse aus dem Punk ein. Der Gesang bestehe sowohl aus Shouts als auch aus Growls.

## Diskografie
- 1995: Infernal Pain (Demo, Eigenveröffentlichung)
- 1996: Totally Madness (Demo, Eigenveröffentlichung)
- 1998: Fear Is Your Mind (Demo, Eigenveröffentlichung)
- 2001: Innocent World (EP, Eigenveröffentlichung)
- 2002: Merciless Conviction (Album, Eigenveröffentlichung)
- 2004: Escape or Die (EP, Eigenveröffentlichung)
- 2006: Cursed Cross (Album, Eigenveröffentlichung)
- 2009: Two Shots of Thrash Metal (Split mit Bywar, Floga Records)
- 2009: Hate Your Fate / Crucifier (Split mit Hate Your Fate, Floga Records)
- 2010: The Hate Anthems / Cursed Cross (Split mit Wanton Decay, ChaosWorkz Records)
- 2017: Voices in My Head (Album, Punishment 18 Records)